# Atanasie Tănăsescu
Atanasie Tănăsescu (* 1892; † unbekannt) war ein rumänischer Rugbyspieler.

## Erfolge
Atanasie Tănăsescu nahm an den Olympischen Sommerspielen 1924 in Paris teil, bei deren Rugbywettbewerb lediglich drei Mannschaften im Stade Olympique in Colombes antraten. In der ersten Partie gegen Frankreich unterlagen die Rumänen, nach unterschiedlichen Angaben, mit 3:63 oder 3:59, die einzigen Punkte erzielte Teodor Florian. Tags darauf verlor die rumänische Nationalmannschaft mit 0:37 auch die Begegnung gegen die Vereinigten Staaten. Tănăsescu kam in beiden Partien auf den Positionen des Verbindungshalbs und des Gedrängehalbs zum Einsatz. Trotz der beiden klaren Niederlagen erhielten die Rumänen mangels weiterer teilnehmender Mannschaften als Drittplatzierte die Bronzemedaille und gewannen damit die erste Medaille in Rumäniens olympischer Geschichte. Neben Tănăsescu gehörten noch Dumitru Armășel, Teodor Florian, Gheorghe Benția, Ion Gîrleșteanu, Nicolae Mărăscu, Teodor Marian, Sorin Mihăilescu, Paul Nedelcovici, Iosif Nemeș, Eugen Sfetescu, Mircea Sfetescu, Soare Sterian, Mihai Vardală, Paul Vidrașcu und Dumitru Volvoreanu zur Mannschaft.
In Rumänien spielte Tănăsescu für den Bukarester Verein Tennis Club Român. Seine erste internationale Partie absolvierte er bei den Interalliierten Spielen 1919 in Paris gegen Frankreich. Diese und die beiden olympischen Partien waren seine einzigen für die Nationalmannschaft.